# 酒瀬川武安
酒瀬川 武安（さかせがわ たけやす）は、戦国時代から安土桃山時代にかけての武将。島津氏の家臣。

## 略歴
『本藩人物誌』に、「武功抜群の人で忍の上手なり」と記される人物で、敵の城内に忍び入り諜報活動を行う役目を担っている。また、武将としても島津義弘の供をし、永禄9年（1566年）の日向国三ツ山城攻めなどに従軍、特に天正6年（1578年）の耳川の戦いでは、伊地知重政・富山備中守と共に300余の兵で敵の通り道に伏兵し、敵の荷駄隊を襲って騎馬1人と足軽73人を討ち取り荷駄を奪う功を上げた。天正年間には、軍議に参加する人数54人のうち日向3城の一人に数えられる。
天正12年（1584年）、沖田畷の戦いに従軍した際に討ち死にした。子に同名の豊前兵衛（諱不明、天正15年（1587年）に戦死）がいる。